# عبد الرزاق مجايدة
عبد الرزاق المجايدة (أبو العبد؛ 11 مارس 1937 – 8 مايو 2013) قائد عسكري برتبة فريق ركن ووزير فلسطيني، كان من مؤسسي جيش التحرير الفلسطيني، وبعد تأسيس السلطة الوطنية الفلسطينية كان القائد العام لقوات الأمن الوطني الفلسطيني، كما كان عضوًا في المجلس المركزي الفلسطيني.

## نشأته وتحصيله العلمي
وُلد عبد الرزاق المجايدة بتاريخ 11 مارس 1937 في مدينة خانيونس في قطاع غزة. التحق عام 1955 بالكلية العسكرية المصرية وتخرج منها عام 1957 برتبة ملازم، ثم نال شهادة الماجستير في العلوم العسكرية.

## حياته العسكرية
شغل المجايدة منذ عام 1964 وحتى عام 1967 رئيس عمليات الكتيبة 322 مشاة من اللواء 108، وأسس نواة جيش التحرير الوطني الفلسطيني (قوات عين جالوت)، وشارك في حرب أكتوبر عام 1973، وفي عام 1974 كلفه ياسر عرفات بقيادة جيش التحرير الفلسطيني في لبنان، وفي عام 1978 أسس مديرية التعبئة العامة.
بعد إنشاء السلطة الوطنية الفلسطينية وعودته لوطنه كلفه الرئيس الفلسطيني ياسر عرفات بمنصب قائد قوات الأمن العام في فلسطين (الضفة الغربية وقطاع غزة)، كما كلفه ياسر عرفات بمنصب القائد العام لقوات الأمن الوطني الفلسطيني (في الضفة الغربية وقطاع غزة).
عُين أمينًا لسر المجلس العسكري الفلسطيني الأعلى للثورة الفلسطينية ومنظمة التحرير الفلسطينية، وكان عضوًا في المجلس الثوري لحركة فتح، وعضوًا في المجلس الاستشاري العام لحركة فتح، وعضوًا في كل من المجلس المركزي الفلسطيني والمجلس الوطني الفلسطيني في منظمة التحرير الفلسطينية، وتولى منصب المستشار الأمني والعسكري للرئيس الفلسطيني محمود عباس برتبة وزير.

## أوسمة
نال المجايدة عِدة أوسمة، وهي:
- نوط الواجب العسكري المصري من الدرجة الأولى.[7]
- نوط الشجاعة العسكري المصري من الدرجة الأولى، عقب حرب أكتوبر عام 1973.[7]
- نوط التدريب العسكري والخدمة الطويلة المصري.[7]
- وسام نجمة القدس، وقد قلده إياه الرئيس الفلسطيني محمود عباس، بتاريخ 26 أبريل 2005.[8][9]
- وسام الشرف من الاتحاد العربي للمحاربين القدامى، عام 2010.[7]

## وفاته
توفي عبد الرزاق المجايدة في مدينة غزة مساء يوم الأربعاء 8 مايو 2013.
نعاه الرئيس الفلسطيني محمود عباس قائًلا: "الفريق المجايدة خاض كل معارك النضال والبطولة في كل المنعطفات التي مرت بها الثورة الفلسطينية المعاصرة، وأثبت خلالها شجاعة نادرة وقيادة عسكرية فذة ما أكسبه احترام الجميع، وقد تربت أجيال على يديه وتعلمت منه حب الوطن والالتزام بقضايا شعبه، وهي ما زالت تواصل السير على الطريق الذي سلكه الشهيد متمسكة بالأهداف النبيلة التي قضى من أجلها".

## وصلات خارجية
- "المجايدة عسكري مخضرم ورفيق درب عرفات"، قناة الجزيرة، 3 أكتوبر 2004.